# Noordse combinatie op de Olympische Winterspelen 2018
Noordse combinatie is een van de sporten die beoefend werden tijdens de Olympische Winterspelen 2018 in Pyeongchang. De wedstrijden vonden plaats in het Alpensia Cross Country Centre en het Alpensia Jumping Park.

## Wedstrijdschema
| Datum       | Lokale tijd | MET   | Onderdeel                |
| ----------- | ----------- | ----- | ------------------------ |
| 09 februari | 20:00       | 12:00 | Openingsceremonie        |
| 14 februari | 15:00       | 07:00 | Gundersen normale schans |
| 20 februari | 19:00       | 11:00 | Gundersen grote schans   |
| 22 februari | 16:30       | 08:30 | Landenwedstrijd          |
| 25 februari | 20:00       | 12:00 | Sluitingsceremonie       |

## Medailles

### Medaillewinnaars
| Onderdeel    | Goud | Goud                                                      | Zilver | Zilver                                                     | Brons | Brons                                                    |
| ------------ | ---- | --------------------------------------------------------- | ------ | ---------------------------------------------------------- | ----- | -------------------------------------------------------- |
| Gundersen NH | GER  | Eric Frenzel                                              | JPN    | Akito Watabe                                               | AUT   | Lukas Klapfer                                            |
| Gundersen LH | GER  | Johannes Rydzek                                           | GER    | Fabian Rießle                                              | GER   | Eric Frenzel                                             |
| Team         | GER  | Vinzenz Geiger Fabian Rießle Eric Frenzel Johannes Rydzek | NOR    | Jan Schmid Espen Andersen Jarl Magnus Riiber Jørgen Gråbak | AUT   | Wilhelm Denifl Lukas Klapfer Bernhard Gruber Mario Seidl |

### Medaillespiegel
| Plaats | Land       | NOC    | Goud | Zilver | Brons | Totaal |
| ------ | ---------- | ------ | ---- | ------ | ----- | ------ |
| 1      | Duitsland  | GER    | 3    | 1      | 1     | 5      |
| 2      | Japan      | JPN    | 0    | 1      | 0     | 1      |
| 2      | Noorwegen  | NOR    | 0    | 1      | 0     | 1      |
| 4      | Oostenrijk | AUT    | 0    | 0      | 2     | 2      |
| Totaal | Totaal     | Totaal | 3    | 3      | 3     | 9      |